# George Gronau
George Hermann Gronau, Georg Gronau, György Gronau (ur. 3 grudnia 1860 w Elblągu, zm. 1924 w Gdańsku) – gdański kupiec, radny i węgierski urzędnik konsularny.
Zajmował się pośrednictwem finansowym w Gdańsku (Fa. George Gronau) i jednocześnie audytem w berlińskim Disconto-Gesellschaft. Pełnił też funkcję radnego m. Gdańska (1913), radcy nieetatowego (1913–1916) oraz konsula Węgier w Gdańsku (1922–1924).
Był wolnomularzem, członkiem Loży Masońskiej „Jedność” w Gdańsku (Loge zur Einigkeit).